# أخطار التطور الساحلي
أخطار التطور الساحلي هي شيء تسببه الأنشطة والمنتجات البشرية ويؤثر على البيئة الطبيعية.
مع تطور السواحل يزداد عنصر الحساسية في المعادلة مع زيادة قيمة المخاطرة عند حدوث الخطر. كما يزداد عنصر الاحتمالية في المعادلة من حيث زيادة القيمة على الساحل، لذا تحدث زيادة في احتمال حدوث المواقف الخطرة. يُحدِث البشر بصورة أساسية هذه الخطر بوجودهم. في مثال ساحلي، عملية التآكل (التعرية) التي تحدث بصورة طبيعية في سينتربوري بايت كجزء من الجيومورفولوجيا الساحلية للمنطقة والتيارات الشاطئية القوية الطويلة. تمثل هذه العملية خطرًا عندما يتفاعل البشر مع البيئة الساحلية بتطويرها وخلق أشياء ذات قيمة في هذه المنطقة.
في بورتون 1978 «البيئة كخطر» يُعرَّف الخطر الطبيعي بأنه تحرر للطاقة أو المواد التي تهدد البشر أو الأشياء ذات القيمة لديهم. في سياق ساحلي، تتنوع هذه الأخطار زمانيًا ومكانيًا من تحرر نادر ومفاجئ وضخم للطاقة والمواد مثل حدوث عاصفة كبيرة أو تسونامي إلى التحرر المزمن المستمر للطاقة والمواد مثل التآكل الساحلي (التعرية البحرية) طويل الأمد أو ارتفاع منسوب البحار. ستركز هذه المقالة على هذا النوع من الخطر الساحلي، وتحديدًا حول التآكل والصفات المحيطة بالتآكل.
النمو السكاني الساحلي والتطور على السواحل
عالميًا، إن عدد الناس الذين يعيشون على الساحل بازدياد. أُعلِن عن زيادة أكثر من 35% في عدد السكان الذين يعيشون في السواحل منذ 1995. إن الكثافة الوسطية للناس الذين يعيشون في المناطق الساحلية أعلى بثلاثة مرات من الكثافة الوسطية العالمية. تاريخيًا، اعتمد تطور المدينة –وخاصة المدن الكبيرة- على السواحل نظرًا للفوائد الاقتصادية للموانئ. عام 1950، كان هناك مدينتان كبيريتان فقط (مدن ذات عدد سكان أكثر من 8 ملايين نسمة) في المنطقة الساحلية هما مدينتا لندن ونيويورك. بحلول منتصف تسعينيات القرن العشرين، أصبح هناك 13 مدينة. رغم أن المناطق الساحلية حول العالم أظهرت نموًا سكانيًا وزيادة في الكثافة، أُجرِي عدد قليل جدًا من الدراسات العالمية الكميّة على السكان خاصة من حيث التوزع في ضواحي المدن مثل السواحل. يجب أن يُطوَّر التوزع المكاني ودقة البيانات العالمية بشكل كبير قبل أن تُجرَى تقديرات كميّة واقعية للتأثيرات العالمية التي تسببها الأخطار الساحلية، لأن جزءًا كبيرًا من البيانات حاليًا تُجمَع وتُحلَّل عقب حدوث الكوارث.
في الساحل الشرقي المتطوّر بشدة للولايات المتحدة الأمريكية، يوجد تلازم قوي بين التطور البشري –الذي تُحدِّده صور الأقمار الصناعية- وتناقص معدلات التآكل، حتى في حال دراسته على مستوى المنطقة. من المحتمل أن تنتج هذه العلاقة عن مزيج من الاستمرارية النسبية للبنى التحتية الحضرية وجهود الدفاع الساحلي التي بُذِلت لحماية البنى التحتية هذه. حتى بعد حدوث العواصف المُدمِّرة، تقترح الأدلة أن مجتمعات الساحل الشرقي وساحل خليج الولايات المتحدة تميل لإعادة بناء المنازل والبنى بصورة أكبر مما كانت قبل الحدث.
وضعت دراسات تاريخية تقديرات بأن عدد الوفيات الناتجة عن الأعاصير خلال فترة 200 سنة الأخيرة حول خليج البنغال تجاوزت 1.3 مليون. على كل حال، في الدول المتقدمة –كما هو متوقع-، يكون عدد الموتى أقل بشكل كبير، بينما تكون الخسائر الاقتصادية الناتجة عن الأخطار الساحلية بازدياد. تكبدت الولايات المتحدة على سبيل المثال خسائر كبيرة بسبب إعصار أندرو الذي ضرب فلوريدا ولويزيانا عام 1992.
يظهر هذا الاندفاع نحو الساحل من خلال أسعار العقارات. وجدت دراسة أجرتها باوراسا وزملائها (2004) أنه في أوكلاند في نيوزيلندا ساهمت الإطلالات الواسعة على البحر بحدوث زيادة إضافية بنحو 59% وسطيًا في قيمة العقارات القريبة من الماء. في دراسة أخرى، وُجِد أنه بالابتعاد 150 متر عن خليج المكسيك تنخفض قيمة العقارات بنحو 36%.
تُعتبَر أقساط التأمين في مناطق الأخطار الساحلية مُحدِّدًا غير منطقي لقيم العقارات، نظرًا للميزات الكبيرة التي يوفرها الساحل من حيث الإطلالة والترفيه المحلي. من المحتمل أن يمثل ارتفاع منسوب البحار والتآكل الساحلي والتفاعل المتزايد بين هذه الظواهر الطبيعية تهديدًا مهمًا لفقدان الأصول المالية في المناطق الساحلية في المستقبل. من الصعب القول ما إذا كانت حساسية سكان هذه المناطق للأخطار الساحلية مفهومة، لكن مع ذلك تسيطر عليها قيمة ميزة السواحل، أو يجري تجاهلها ببساطة.